# Чеплярово
Чеплярово (тат. Чүпләр) — деревня в Большереченском районе Омской области. Входит в состав Новологиновского сельского поселения.

## История
В 1928 г. состояла из 39 хозяйств, основное население — тептяри. В составе Старо-Логиновского сельсовета Евгащинского района Тарского округа Сибирского края.

## Население
| 1926 | 2002 | 2010 | 2021 |
| ---- | ---- | ---- | ---- |
| 165  | ↗209 | ↘115 | ↘47  |